# Rudolf Adámek
Rudolf Adámek (9. května 1882 Kutná Hora – 1. března 1953 Praha) byl český malíř, grafik a ilustrátor.

## Život a dílo
Rudolf Adámek se narodil v Kutné Hoře v rodině lakýrníka Rudolfa Adámka a jeho ženy Karolíny, roz. Marešové, dcera rovněž lakýrníka Jakuba Mareše z Prahy. Později vystudoval pražskou Akademii výtvarných umění, kde byl žákem Františka Ženíška. V roce 1909 se oženil s Růženou Bláhovou.
Zpočátku se věnoval ilustracím pohádek, později vytvořil řadu ilustrací především duchovní literatury. Byl hluboce věřící a postupně se přikláněl k mysticismu; často se zabýval náměty ze života Krista. Historiky umění je často považován za předního českého symbolistu. Jeho tvorba byla blízká dílu Františka Koblihy, Jana Konůpka, Josefa Váchala, Jana Zrzavého nebo Františka Bílka.

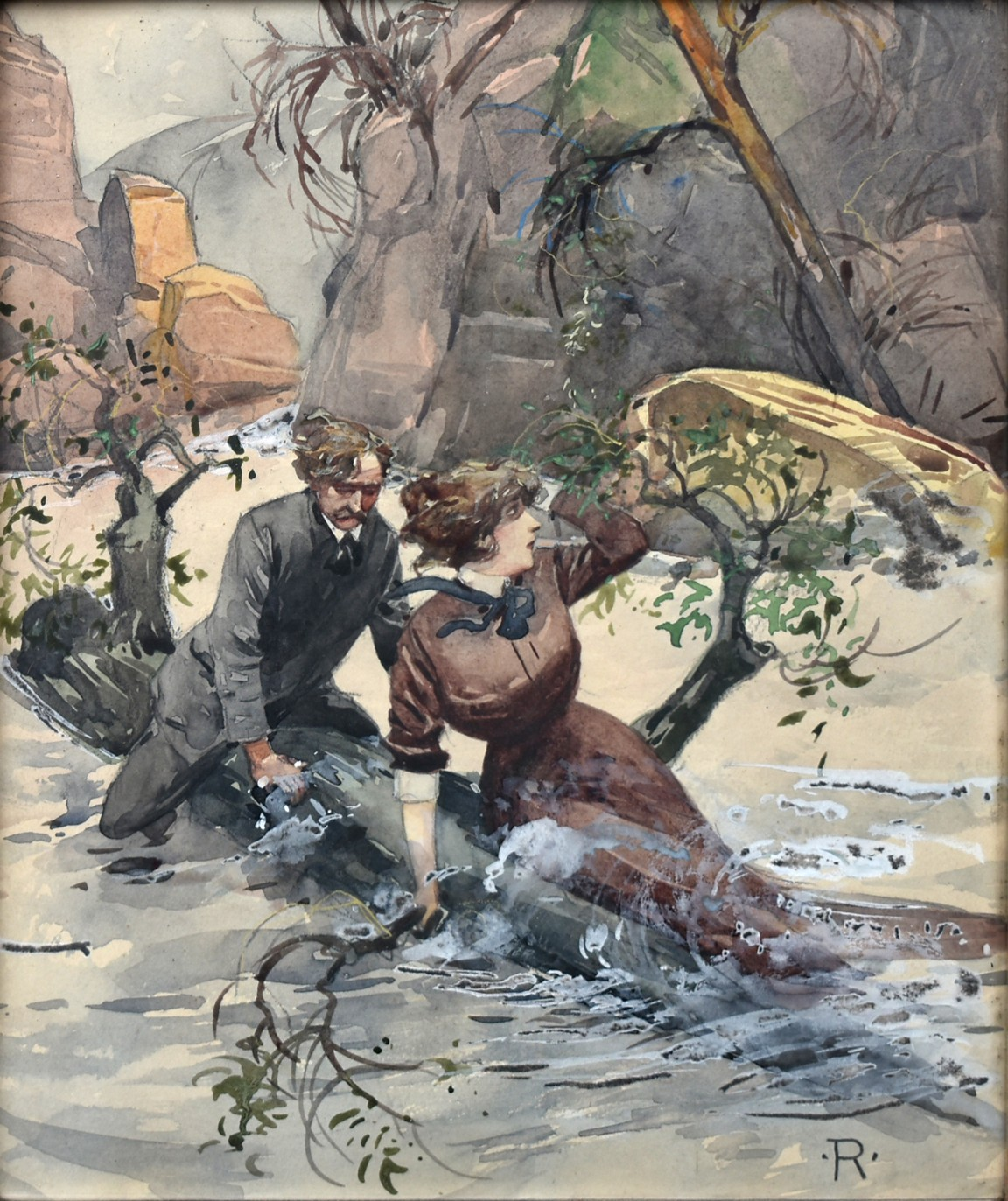

Účastnil se výstav Krasoumné jednoty a Spolku výtvarných umělců Myslbek, v roce 1909 vystavoval v Budapešti, v roce 1910 v Chicagu. V roce 1912 se připojil ke skupině Sursum. V letech 1906–9 vydal cyklus pohádkových kreseb k dílu B. Němcové, další cyklus Ejhle člověk vyšel v roce 1912 a v roce 1920 byl publikován cyklus litografií Sen, život, duše. Později ho ovlivnil také kubismus a poznatky ze studijních cest: v letech 1925–1930 navštívil třikrát Itálii, v roce 1931 byl v Paříži. Autorskými přispěvky se podílel na vzniku Komenského slovníku naučného.
K jeho pracím patří litografie, ex libris, dřevoryty, časopisecké ilustrace, olejomalby i vitráže. Mezi jeho nejrozsáhlejší realizace patří nástěnné malby pro Husův sbor ve Vršovicích z roku 1932 ("Kristus v extasi", "Jan Hus a Karel Farský" a "Cyril a Metoděj"). Po roce 1930 se zabýval také restaurátorstvím (nástěnné malby ve Žlebech nebo ve Zlaté Koruně). Jeho dílo je zastoupeno v Národním divadle, v Památníku národního písemnictví, v Národním muzeu i v Uměleckoprůmyslovém muzeu. Z roku 1932 jsou jeho fresky kolem kněžiště ve vršovickém Husově sboru.

## Galerie

Bájný motiv (olej na kartonu) před 1953
Portrét dívky (pastel na papíře) před 1953
Zlatá ulička (olej na kartonu) před 1953
Pod stromy (olej na plátně přilepené na kartonu) před 1953
U vody (olej na plátně) před 1953
Luční potok (olej na plátně) před 1953
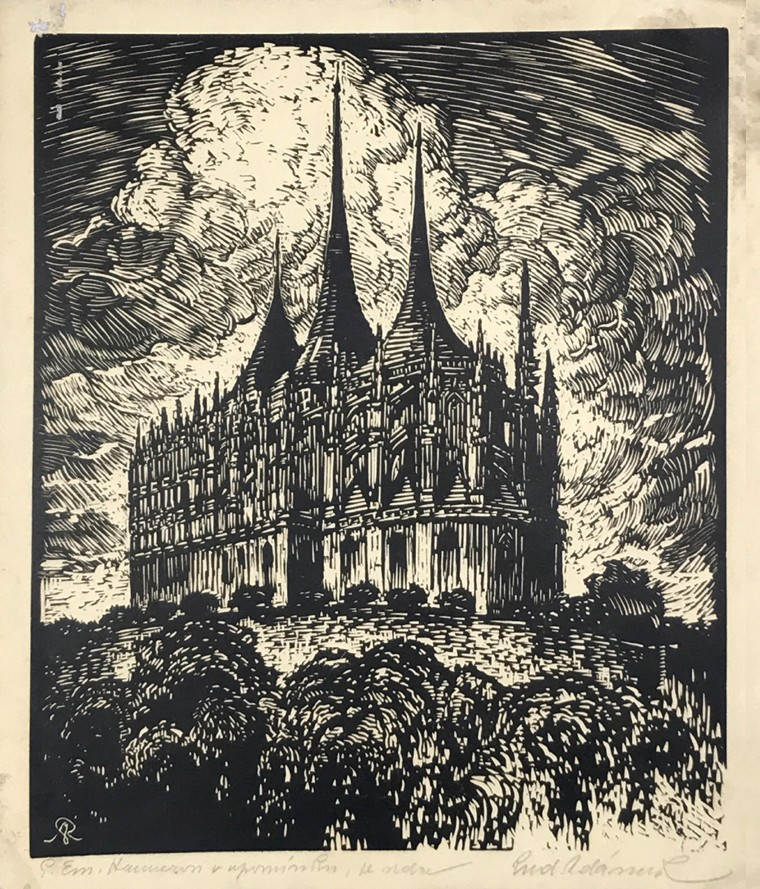
Kutná hora, původní dřevoryt, ca 1915
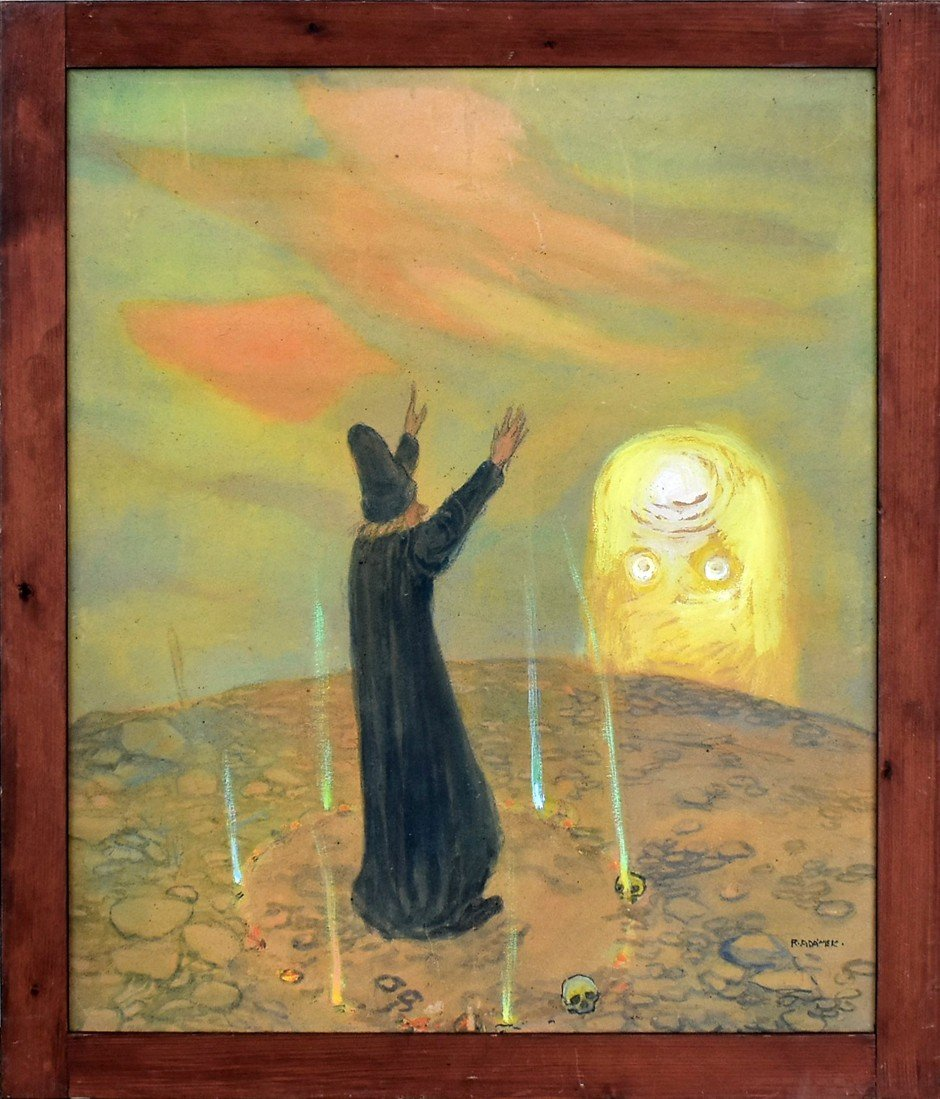
Rudolf Adámek - Čaroděj
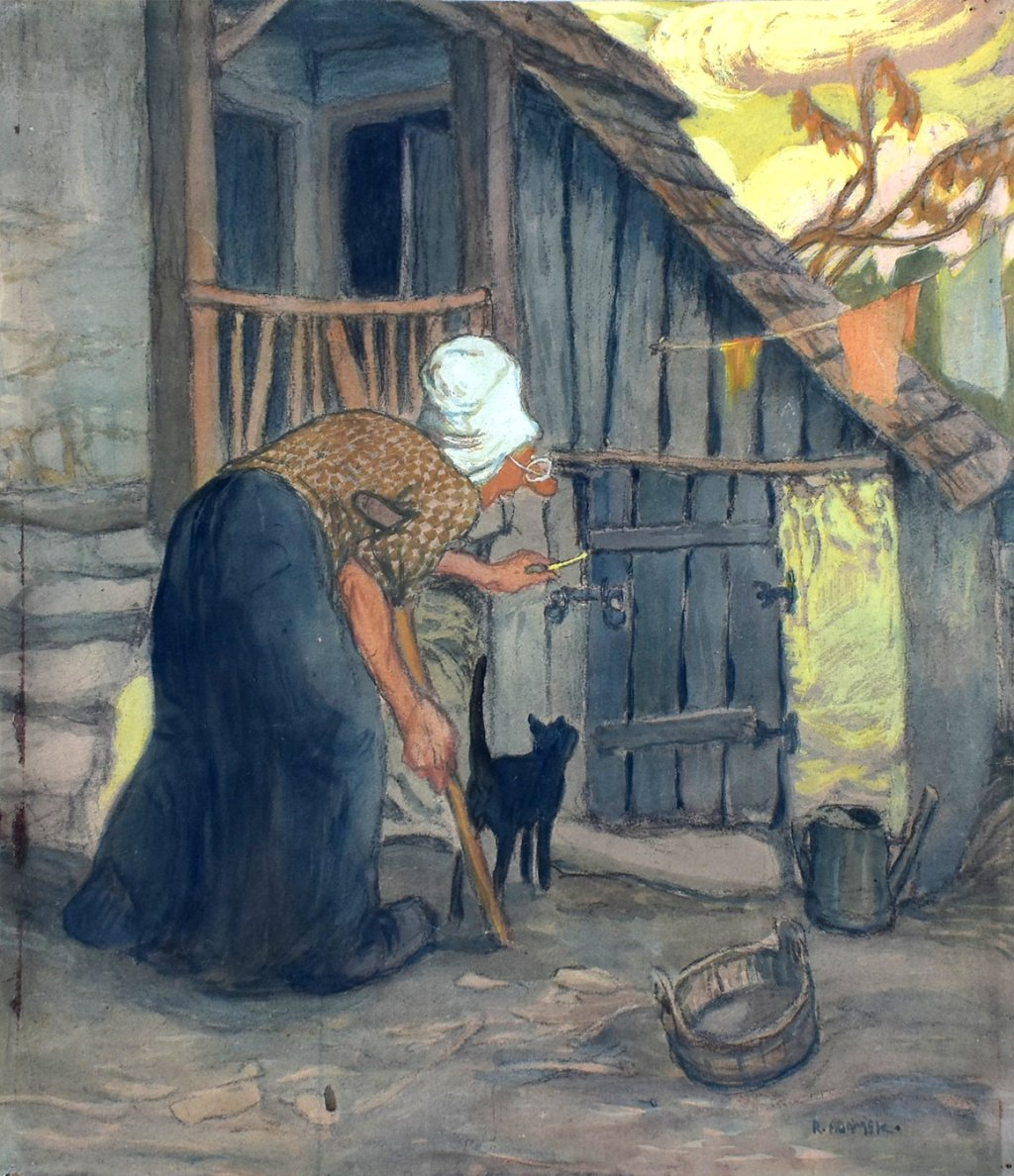
Rudolf Adámek - Čarodějnice
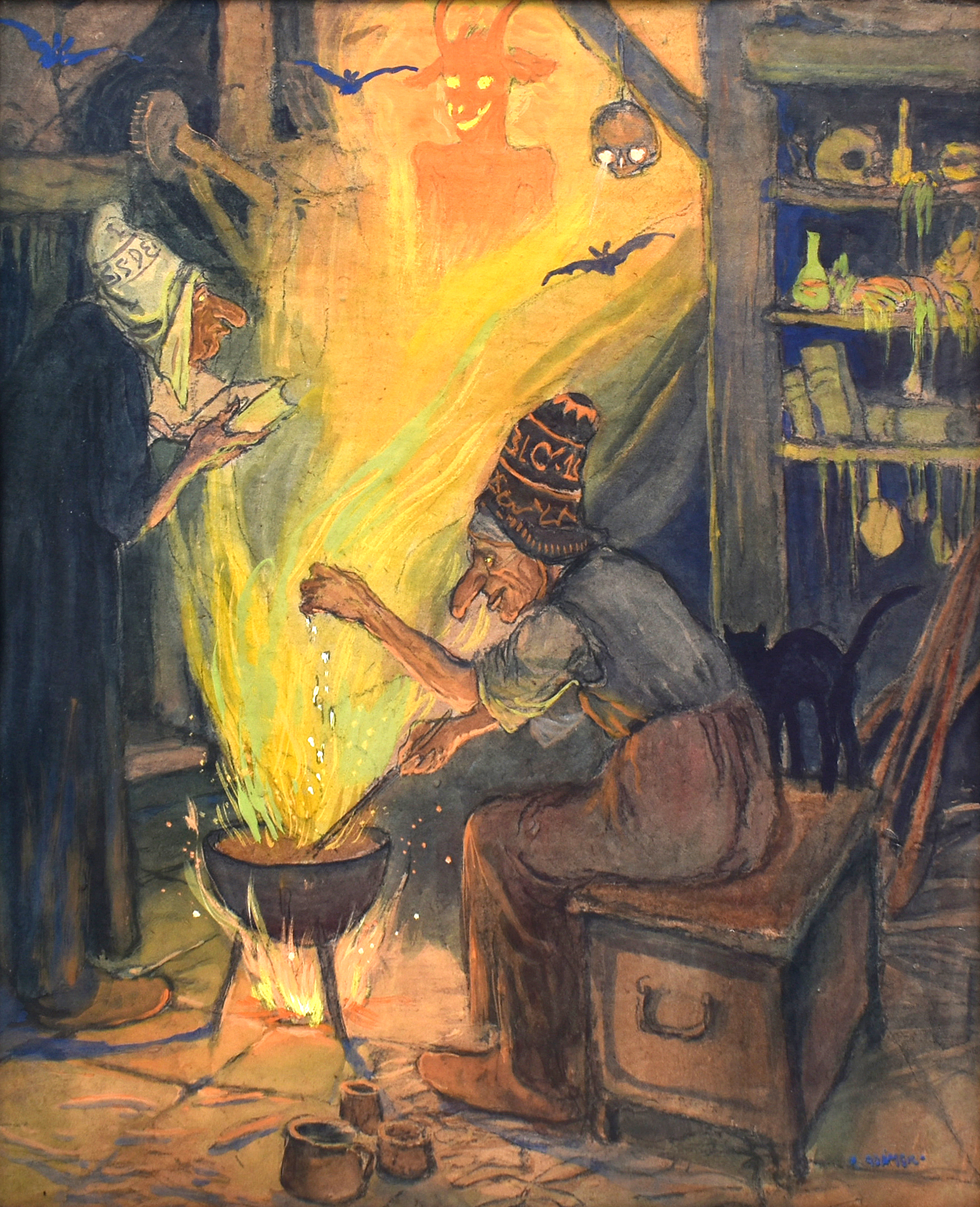
Rudolf Adámek - Čarodějnice